# Онава (Айова)
Онава (англ. Onawa) — місто (англ. city) в США, в окрузі Монона штату Айова. Населення — 2906 осіб (2020).

## Географія
Онава розташована за координатами 42°1′36″ пн. ш. 96°5′26″ зх. д. / 42.02667° пн. ш. 96.09056° зх. д. (42.026758, -96.090505).  За даними Бюро перепису населення США в 2010 році місто мало площу 13,44 км², уся площа — суходіл.

## Демографія
Згідно з переписом 2010 року, у місті мешкало 2998 осіб у 1345 домогосподарствах у складі 756 родин. Густота населення становила 223 особи/км².  Було 1519 помешкань (113/км²).
Расовий склад населення:
| - 96,4 % — білих - 1,7 % — корінних американців - 0,4 % — чорних або афроамериканців - 0,3 % — азіатів |

До двох чи більше рас належало 1,0 %. Частка іспаномовних становила 1,2 % від усіх жителів.
За віковим діапазоном населення розподілялося таким чином: 23,2 % — особи молодші 18 років, 52,8 % — особи у віці 18—64 років, 24,0 % — особи у віці 65 років та старші. Медіана віку мешканця становила 44,8 року. На 100 осіб жіночої статі у місті припадало 90,5 чоловіків;  на 100 жінок у віці від 18 років та старших — 87,6 чоловіків також старших 18 років.
Середній дохід на одне домашнє господарство  становив 42 899 доларів США (медіана — 31 610), а середній дохід на одну сім'ю — 56 072 долари (медіана — 48 633). За межею бідності перебувало 23,8 % осіб, у тому числі 37,7 % дітей у віці до 18 років та 8,4 % осіб у віці 65 років та старших.
Цивільне працевлаштоване населення становило 1344 особи. Основні галузі зайнятості: освіта, охорона здоров'я та соціальна допомога — 32,4 %, виробництво — 14,1 %, мистецтво, розваги та відпочинок — 12,7 %.